# Burkhart Kienast
Burkhard Kienast (* 3. Juli 1929; † 17. November 2014) war ein deutscher Altorientalist (Assyriologe).
Kienast studierte Altorientalistik, Semitistik und Rechtsgeschichte an der Universität Heidelberg, wo er 1956 bei Adam Falkenstein promoviert wurde. Anschließend arbeitete er am Leopold-Wenger-Institut für Rechtsgeschichte der Universität München, am Vorderasiatischen Museum in Berlin und für das Chicago Assyrian Dictionary. 1961 wurde er an der Universität Heidelberg habilitiert. Von 1961 bis 1963 war er Referent an der Abteilung Bagdad des Deutschen Archäologischen Instituts und nahm 1961/62 an der Grabung in Uruk-Warka teil. 1966 bis 1973 lehrte er Altorientalistik an der Universität Erlangen, von 1973 bis zu seiner Emeritierung 1994 an der Universität Freiburg.
Sein wissenschaftlicher Schwerpunkt lag auf dem Akkadischen und der altorientalischen Rechtsgeschichte.